# Dipteryx lacunifera
Dipteryx lacunifera är en ärtväxtart som beskrevs av Adolpho Ducke. Dipteryx lacunifera ingår i släktet Dipteryx och familjen ärtväxter. Inga underarter finns listade i Catalogue of Life.